# Koti
El Koti, o ekoti (pronunciat ekot̪i), és una llengua bantu parlada a Moçambic pels Kotis (Akoti). L'ekoti és parlat a l'illa Koti i és la llengua més parlada d'Angoche, la capital del districte del mateix nom a la província de Nampula.
Quant a la classificació genètica, Koti es considera generalment que pertany al grup Makhuwa (P.30 a classificació de Guthrie classificació). Una gran part del seu vocabulari però es deriva d'una varietat passada de suahili, en l'actualitat la llengua franca de gran part de la costa d'Àfrica oriental. Aquesta influència suahili se sol atribuir als comerciants de  Kilwa o un altre lloc de la costa de Zanzíbar, que al segle xv es va establir a Angoche. Arends et al. suggereixen que podria arribar a ser una llengua mixta makhua-suahili.

## Geografia i demografia
El nom anomenat Koti es refereix principalment a l'illa. Una antiga forma és [ŋɡoji]; aquesta forma amb el prefix nominal de segona classe a per 'gent' va donar lloc al nom portuguès Angoche. El nom local africà molt més antic d'Angoche, encara en ús, és Parápaátho. Angoche probablement es va establir al segle xv pels dissidents de Kilwa. En els segles següents va florir com una part de la xarxa de comerç de l'Oceà Índic.
Prop de nou llogarets Koti es troben a les zones costaneres de l'illa Koti; en general són accessibles per vaixell. Gran part de la costa està coberta de boscos de mangle (Khava). Al continent hi ha prop de cinc altres pobles Koti, sobretot en les proximitats d'Angoche. La principal activitat econòmica dels homes és la pesca que venen als mercats d'Angoche. També tenen pollastres i algunes cabres.
About nine Koti villages are found in the coastal areas of Koti island; these are usually accessed by boat. Much of the 
En Makhuwa, la llengua regional dominant de la major part del nord de Moçambic, els Koti són nomenats Maka, igual que altres comunitats musulmanes costaneres que formaven part de la xarxa comercial de l'Oceà Índic. La majoria dels koti tenen almenys algun coneixement de makhuwa o un dels seus dialectes veïns; aquest bilingüisme estès ha tingut una influència considerable en la llengua Koti en els últims anys.

## Sons

### Vocals
El koti té cinc vocals. Les vocals obertes ɛ i ɔ s'escriuen normalment e i o. Les vocals altes i i u no es troben a principi de paraula. Hi ha una forma restringida d'harmonia vocàlica en bases verbals que causen /u/ en extensions verbals que es representen [o] després d'una altra /o/; per tant, les extensions de separació -ul- i -uw- apareixen com -ol- i -ow- després de la vocal o. D'altra banda, una anàlisi de la distribució mostra que /o/ tendeix a trobar-se principalment després d'una altra /o/, i només en rares ocasions després que les altres vocals.
| Koti        | Frontal | Central | Posterior |
| ----------- | ------- | ------- | --------- |
| Tancada     | i       |         | u         |
| Semiobertes | ɛ       |         | ɔ         |
| Oberta      |         | a       |           |

La longitud vocàlica és contrastiva en koti, excepte a final de paraula. Les vocals llargues es tracten millor com dues unitats de to ascendent. Hi tenen lloc molts processos de coalescència vocal dins de les paraules, així com els límits dels morfemes: mathápá mawíxí apa → mathápá mawíx'áapa 'aquestes fulles verdes' (l'apòstrof mostra la situació de coalescència).

### Consonants
La següent taula mostra l'inventari consonàntic de Koti. Els dos esllavissaments w i y són contrastives fonèticament només en certs contextos; en alguns altres contextos, que es poden derivar de les vocals. Les consonants entre parèntesis són extremadament rars, amb l'únic exemple de dh en el corpus de S&M adhuhuri 'segona oració del matí', sent en variació amb aduhuri; la fricativa zh es troba només en alguns préstecs recents del portuguès. En general les oclusives sonores són poc freqüents i tendeixen a trobar després d'una nasal homorgánica tonal. A més, les oclusives sonores varien sovint amb les seves homòlegues sordes no aspirades.
|                   | labial  | dental  | alveolar | retroflexa    | palatal        | velar   | glotal |
| ----------------- | ------- | ------- | -------- | ------------- | -------------- | ------- | ------ |
| Stop              | p b     | t d     |          | tt [ʈ] dd [ɖ] | c j [ɟ]        | k g     |        |
| oclusiva aspirada | ph [pʰ] | th [t̪ʰ] |          | tth [ʈʰ]      | ch [cʰ]        | kh [kʰ] |        |
| fricativa         | f v     | (dh [ð] | s z      |               | x [ʃ] (zh [ʒ]) |         | h      |
| Nasal             | m       |         | n        |               | ny [ɲ]         |         |        |
| Vibrant           |         |         | r        |               |                |         |        |
| Aproximant        |         |         | l        |               | y [j]          | w       |        |

Les paraules en koti mostren incompatibilitat de consonants aspirada; aquest fenomen és anomenat Llei de Katupha a Schadeberg (1999), i es troba també en els llengües makhuwa. Si dues consonants aspirades es reuneixen en una sola veu, la primera consonant perd la seva aspiració. L'efecte és particularment clar en les paraules reduplicades: kopikophi 'pestanyes'; piriphiri 'pebre' (cf. duahili 'piripiri'); Okukuttha 'netejar'.
Una altra incompatibilitat es refereix a les consonants dentals i retroflexes, que mai passen al mateix temps dins d'una veu, i en general s'assimilen quan s'ajunten. Cal considerar la classe 1 demostrativa per exemple: o-tthu-o-tu es converteix en othuutu sota la influència de la incompatibilitat dental-retroflexa.